# Youndouo
Youndouo  è una città e sottoprefettura della Costa d'Avorio appartenente al dipartimento di Bouna. Conta una popolazione di 12 602 abitanti (censimento 2014).